# OutKast
Gli OutKast sono un gruppo musicale hip hop statunitense formato dai rapper e produttori André 3000 e Big Boi.

## Storia
Conosciutisi durante il liceo, appena terminate le scuole superiori il duo entra sotto la protezione dell'etichetta LaFace e registrano il singolo Player's Ball, che diventa disco d'oro.
L'album di debutto è Southernplayalisticadillacmuzik, arrivando al disco di platino. Nel 1995 durante i Source Awards, gli OutKast vincono il premio New Rap Group Of The Year. Nell'agosto del 1996 esce ATLiens altro disco di platino per il singolo Elevators (Me & You). Nel 1998 il duo pubblica Aquemini. Gli Outkast vivono una causa giudiziaria per un loro brano, Rosa Parks, ma il processo termina con l'assoluzione del duo nel 1999.
Dre modifica il suo nome in Andre 3000 e con Big Boi realizza Stankonia nel 2000, album che diventa triplo disco di platino, con singoli quali Ms. Jackson, B.O.B (acronimo di Bombs Over Baghdad), So Fresh So Clean e Humble Mumble con Erykah Badu. Ai World Music Awards il gruppo vince il World's best group, il Best pop group ed il Best rap/hip-hop artist.
In seguito decidono di investire sull'abbigliamento aprendo un'omonima marca di vestiario. Tornano alla musica con il greatest hits Big Boy And Dre Present...Outkast nel dicembre del 2001. Dopo due anni, nel 2003 esce SpeakerBoxxx/The Love Below, doppio album la cui particolarità sta nel fatto che Speakerboxxx è affidato a Big Boi, The Love Below ad Andre 3000.
Ai Billboard Awards del 2004 gli OutKast vincono come Best Album, Rap Album, Best Album Artist e Best Duo/Group, ai Grammy Award come Best Urban/Alternative Performance per il brano Hey Ya! e Best Rap Album e Album of The Year.
Dopo la pubblicazione dell'album Idlewild 
il duo si scioglie per sperimentare progetti solisti.

## Discografia

### Album in studio
- 1994 – Southernplayalisticadillacmuzik
- 1996 – ATLiens
- 1998 – Aquemini
- 2000 – Stankonia
- 2003 – Speakerboxxx/The Love Below
- 2006 – Idlewild

### Raccolte
- 2001 – Big Boi and Dre Present... Outkast

### Singoli
- 1994 – Player's Ball
- 1994 – Git Up, Git Out
- 1994 – Southernplayalisticadillacmuzik
- 1996 – ATLiens
- 1996 – Elevators (Me and You)
- 1997 – Jazzy Belle
- 1998 – Rosa Parks
- 1998 – Da Art of Storytellin' (Pt. 1)
- 1998 – Skew It on the Bar-B (featuring Raekwon)
- 2000 – B.O.B
- 2000 – Ms. Jackson
- 2000 – So Fresh So Clean
- 2001 – The Whole World (featuring Killer Mike)
- 2002 – Land of a Million Drums (featuring Killer Mike and Sleepy Brown)
- 2003 – Ghettomusick
- 2003 – Hey Ya! (André 3000)
- 2003 – The Way You Move (Big Boi featuring Sleepy Brown)
- 2004 – Roses
- 2004 – Ghettomusick/Prototype
- 2006 – Morris Brown
- 2006 – Idlewild Blue
- 2006 – Hollywood Divorce (featuring Lil Wayne e Snoop Dogg)

## Premi e riconoscimenti

### American Music Award
| Anno | Nomina                      | Premio                              | Risultato       |       |
| ---- | --------------------------- | ----------------------------------- | --------------- | ----- |
| 2003 | Outkast                     | Favorite Soul/R&B Band/Duo/Group    | Vincitore/trice | [ 1 ] |
| 2004 | Outkast                     | Artist of the Year                  | Candidato/a     | [ 2 ] |
| 2004 | Outkast                     | Favorite Pop/Rock Band/Duo/Group    | Vincitore/trice | [ 2 ] |
| 2004 | Outkast                     | Favorite Rap/Hip-Hop Band/Duo/Group | Vincitore/trice | [ 2 ] |
| 2004 | Speakerboxxx/The Love Below | Favorite Rap/Hip-Hop Album          | Vincitore/trice | [ 2 ] |

### BET Awards
| Anno | Nomina                                                 | Premio             | Risultato       |       |
| ---- | ------------------------------------------------------ | ------------------ | --------------- | ----- |
| 2001 | Ms. Jackson                                            | Video of the Year  | Vincitore/trice | [ 3 ] |
| 2001 | Outkast                                                | Best Group         | Vincitore/trice | [ 3 ] |
| 2002 | Outkast                                                | Best Group         | Vincitore/trice | [ 4 ] |
| 2004 | Hey Ya!                                                | Video of the Year  | Vincitore/trice | [ 5 ] |
| 2004 | Hey Ya!                                                | Viewer's Choice    | Candidato/a     | [ 5 ] |
| 2004 | The Way You Move (featuring Sleepy Brown)              | Video of the Year  | Candidato/a     | [ 5 ] |
| 2004 | The Way You Move (featuring Sleepy Brown)              | Best Collaboration | Candidato/a     | [ 5 ] |
| 2004 | Outkast                                                | Best Group         | Vincitore/trice | [ 5 ] |
| 2007 | Outkast                                                | Best Group         | Candidato/a     | [ 6 ] |
| 2008 | International Players Anthem (I Choose You) (with UGK) | Video of the Year  | Vincitore/trice | [ 7 ] |

### BET Hip Hop Awards
| Anno | Nomina                                                 | Premio             | Risultato       |       |
| ---- | ------------------------------------------------------ | ------------------ | --------------- | ----- |
| 2007 | International Players Anthem (I Choose You) (with UGK) | Best Collaboration | Vincitore/trice | [ 8 ] |
| 2007 | International Players Anthem (I Choose You) (with UGK) | Best Video         | Candidato/a     | [ 8 ] |

### Brit Awards
| Anno | Nomina                      | Premio              | Risultato   |        |
| ---- | --------------------------- | ------------------- | ----------- | ------ |
| 2004 | Speakerboxxx/The Love Below | International Album | Candidato/a | [ 9 ]  |
| 2004 | Outkast                     | International Group | Candidato/a | [ 9 ]  |
| 2005 | Speakerboxxx/The Love Below | International Album | Candidato/a | [ 10 ] |
| 2005 | Outkast                     | International Group | Candidato/a | [ 10 ] |

### Grammy Award
Su 13 candidature, hanno vinto 5 volte il premio.
| Anno | Nomina                                                 | Premio                                 | Risultato       |
| ---- | ------------------------------------------------------ | -------------------------------------- | --------------- |
| 1999 | Rosa Parks                                             | Best Rap Performance by a Duo or Group | Candidato/a     |
| 2002 | Ms. Jackson                                            | Record of the Year                     | Candidato/a     |
| 2002 | Ms. Jackson                                            | Best Rap Performance by a Duo or Group | Vincitore/trice |
| 2002 | Ms. Jackson                                            | Best Music Video                       | Candidato/a     |
| 2002 | Stankonia                                              | Album of the Year                      | Candidato/a     |
| 2002 | Stankonia                                              | Best Rap Album                         | Vincitore/trice |
| 2003 | The Whole World (featuring Killer Mike)                | Best Rap Performance by a Duo or Group | Vincitore/trice |
| 2004 | Hey Ya!                                                | Record of the Year                     | Candidato/a     |
| 2004 | Hey Ya!                                                | Best Urban/Alternative Performance     | Vincitore/trice |
| 2004 | Hey Ya!                                                | Best Music Video                       | Candidato/a     |
| 2004 | Speakerboxxx/The Love Below                            | Album of the Year                      | Vincitore/trice |
| 2004 | Speakerboxxx/The Love Below                            | Best Rap Album                         | Vincitore/trice |
| 2004 | Outkast                                                | Producer of the Year, Non-Classical    | Candidato/a     |
| 2007 | Idlewild Blue (Don'tchu Worry 'Bout Me)                | Best Urban/Alternative Performance     | Candidato/a     |
| 2007 | Mighty O                                               | Best Rap Performance by a Duo or Group | Candidato/a     |
| 2008 | International Players Anthem (I Choose You) (with UGK) | Best Rap Performance by a Duo or Group | Candidato/a     |
| 2009 | Royal Flush (with Raekwon)                             | Best Rap Performance by a Duo or Group | Candidato/a     |

### MTV Europe Music Award
| Anno | Nomina                      | Premio       | Risultato       |
| ---- | --------------------------- | ------------ | --------------- |
| 2001 | Ms. Jackson                 | Best Video   | Candidato/a     |
| 2001 | Outkast                     | Best Hip-Hop | Candidato/a     |
| 2001 | Outkast                     | Best R&B     | Candidato/a     |
| 2004 | Speakerboxxx/The Love Below | Best Album   | Candidato/a     |
| 2004 | Hey Ya!                     | Best Song    | Vincitore/trice |
| 2004 | Hey Ya!                     | Best Video   | Vincitore/trice |
| 2004 | Outkast                     | Best Group   | Vincitore/trice |
| 2004 | Outkast                     | Best R&B     | Candidato/a     |
| 2006 | Outkast                     | Best R&B     | Candidato/a     |

### MTV Video Music Award
| Anno | Nomina                                  | Premio              | Risultato       |
| ---- | --------------------------------------- | ------------------- | --------------- |
| 2001 | Ms. Jackson                             | Best Hip-Hop Video  | Vincitore/trice |
| 2001 | Ms. Jackson                             | Best Direction      | Candidato/a     |
| 2002 | The Whole World (featuring Killer Mike) | Best Hip-Hop Video  | Candidato/a     |
| 2004 | Hey Ya!                                 | Video of the Year   | Vincitore/trice |
| 2004 | Hey Ya!                                 | Best Hip-Hop Video  | Vincitore/trice |
| 2004 | Hey Ya!                                 | Best Direction      | Candidato/a     |
| 2004 | Hey Ya!                                 | Best Visual Effects | Vincitore/trice |
| 2004 | Hey Ya!                                 | Best Art Direction  | Vincitore/trice |

### MTV Video Music Awards Japan
| Anno | Nomina                      | Premio            | Risultato       |
| ---- | --------------------------- | ----------------- | --------------- |
| 2004 | Speakerboxxx/The Love Below | Album of the Year | Vincitore/trice |
| 2004 | Hey Ya!                     | Video of the Year | Candidato/a     |
| 2004 | Hey Ya!                     | Best Pop Video    | Candidato/a     |

### Soul Train Music Awards
| Anno | Nomina                      | Premio                                    | Risultato       |
| ---- | --------------------------- | ----------------------------------------- | --------------- |
| 1997 | ATLiens                     | Best Album of the Year                    | Candidato/a     |
| 1999 | Aquemini                    | Best R&B/Soul Album – Group, Band or Duo  | Candidato/a     |
| 2001 | Ms. Jackson                 | Best Video of the Year                    | Candidato/a     |
| 2004 | Speakerboxxx/The Love Below | Best Album of the Year                    | Vincitore/trice |
| 2004 | Outkast                     | Sammy Davis Jr. – Entertainer of the Year | Vincitore/trice |
| 2004 | Hey Ya!                     | Best Video of the Year                    | Vincitore/trice |
| 2005 | Roses                       | Best Video of the Year                    | Candidato/a     |

### Teen Choice Awards
| Anno | Nomina                                    | Premio                           | Risultato   |
| ---- | ----------------------------------------- | -------------------------------- | ----------- |
| 2001 | Outkast                                   | Choice Music: R&B/Hip Hop Artist | Candidato/a |
| 2001 | Ms. Jackson                               | Choice Music: R&B/Hip Hop Track  | Candidato/a |
| 2004 | Speakerboxxx/The Love Below               | Choice Music: Album              | Candidato/a |
| 2004 | The Way You Move (featuring Sleepy Brown) | Choice Music: Hook Up            | Candidato/a |
| 2004 | The Way You Move (featuring Sleepy Brown) | Choice Music: Hip-Hop/Rap Track  | Candidato/a |
| 2004 | Hey Ya!                                   | Choice Music: Single             | Candidato/a |